# Güterwagen der Deutschen Bundesbahn

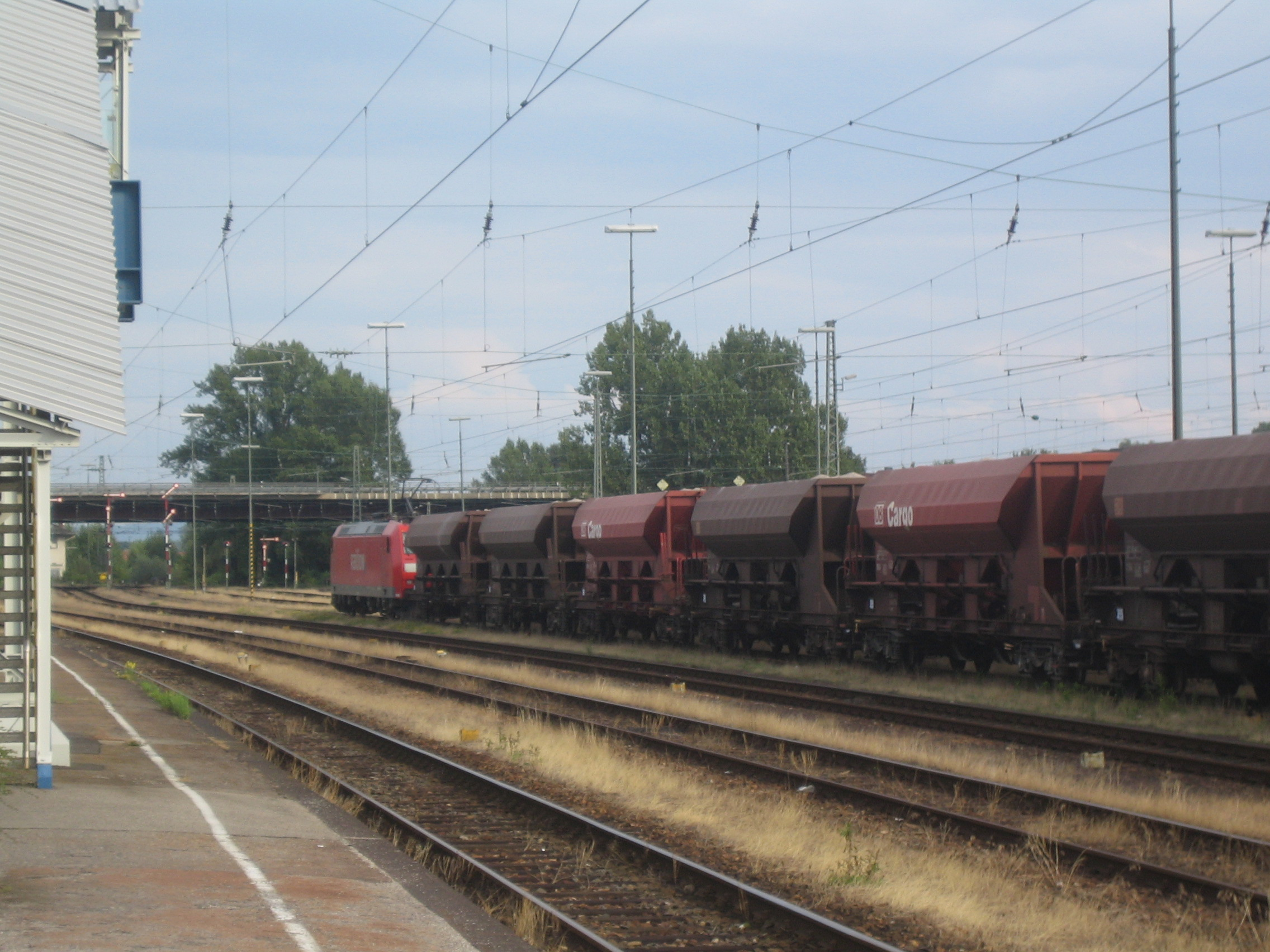

Güterwagen der Deutschen Bundesbahn sind jene Güterwagen, die von der Deutschen Bundesbahn ab 1949 bis zur Bahnreform 1994 beschafft wurden. Für ältere Wagen, die noch bei der DB zum Einsatz gelangten, siehe
- Güterwagen der Verbandsbauart
- Güterwagen der Austauschbauart
- Güterwagen der geschweißten Bauart
- Güterwagen der Kriegsbauart

Da der Güterwagenpark im Krieg stark beansprucht wurde und gleichzeitig die Unterhaltung der Wagen stark vernachlässigt worden war, standen nach Kriegsende nur wenige betriebsfähige Güterwagen zur Verfügung. Dieser Güterwagenpark bestand nicht nur aus Wagen deutscher Bauart, sondern auch aus Güterwagen fremder Bauart, wie beispielsweise amerikanischer, polnischer oder französischer. Da für den Wiederaufbau die vorhandene Anzahl an Güterwagen nicht ausreichte, die bahneigenen Ausbesserungswerke sowie die Waggonbauanstalten mit der Aufarbeitung des vorhandenen Schadwagenparks voll ausgelastet waren, mussten neue Güterwagen im Ausland beschafft werden. Teilweise konnten deutsche Kriegsbauarten in verstärkter Ausführung nachgebaut werden, teilweise mussten ausländische Konstruktionen erworben werden.
Dies wurde durch Mittel aus dem Marshallplan begünstigt.
In den 1950er Jahren konnten die ersten neuentwickelten Güterwagen beschafft werden. Da für die benötigte Anzahl neuer Wagen nicht nur finanzielle Mittel, sondern die benötigten Materialien fehlten, wurden von der Deutschen Bundesbahn wie bei den Reisezugwagen etliche Umbauprogramme aufgelegt. Dabei wurden veraltete und verschlissene Waggons zerlegt und unter Einsatz von Neuteilen zu zeitgemäßen Güterwagen umgebaut. Diese Arbeiten wurden größtenteils in Werkstätten der DB durchgeführt.
Viele Bauarten wurden nicht von der DB alleine entwickelt, sondern auf europäischer Ebene vom Internationalen Eisenbahnverband (UIC) standardisiert, und später von allen europäischen Eisenbahnverwaltungen mit Normalspur beschafft.

## Gedeckte Güterwagen

### Kurze gedeckte Wagen

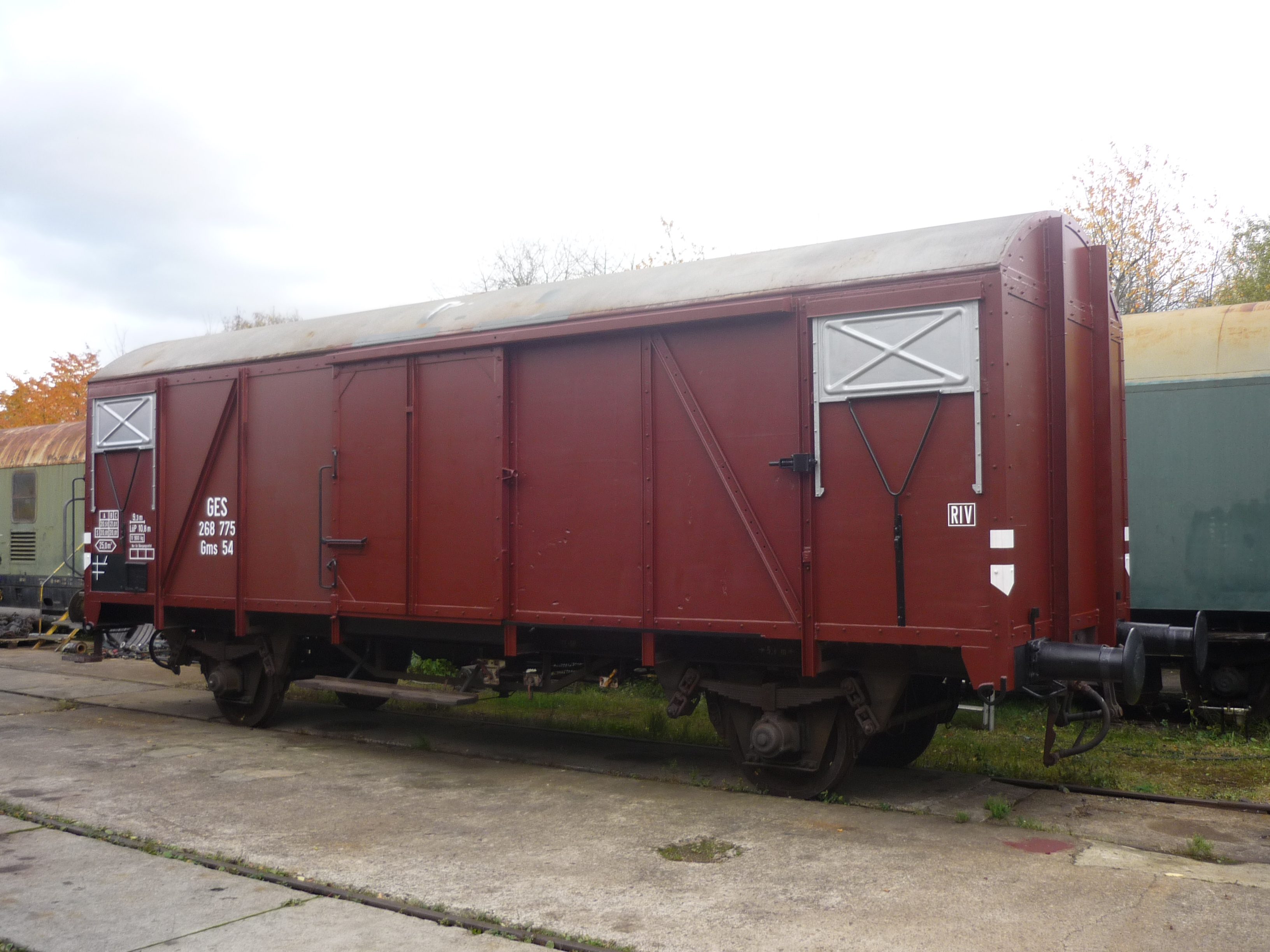
Umbauwagen Gms 54

Ab 1948 lieferten die Tatra Werke in der Tschechoslowakei die ersten gedeckten Güterwagen der Gattung Gm 39 und Gms 39 (Glms202). Von diesen 2330 Wagen waren nur die Güterwagen mit Handbremse schnelllauffähig, während die übrigen Wagen nur mit einer Druckluftleitung ausgestattet waren.
Als 1953 die Zeichnungen für den „kurzen“ gedeckten Standardwagen des Internationalen Eisenbahnverbandes nach UIC-Merkblatt 571-1 (Einheitsgüterwagen – Güterwagen der Regelbauart mit zwei Radsätzen) vorlagen, beschaffte die DB über 3500 dieser Güterwagenbauart. Diese Neubauwagen erhielten das Gattungszeichen Gmhs 53 (Gs204). Die älteren Exemplare wurden noch mit Nut- und Federbrettern bekleidet, neuere erhielten verleimte Holzplatten. Allen gemeinsam war das Dach der „Schweizer Bauart“ (Aluminiumblech auf einer Holzverschalung) und acht mit UIC-Schiebern verschlossene Lüftungsöffnungen.
Die Eisenbahnen des Saarlandes beschafften Wagen nach UIC-Merkblatt 571-1. Diese waren jedoch alle verbrettert und hatte ein Stahlblechdach. Nach der Eingliederung des Saarlandes wurden diese als Gmhs 55 (Gs206) eingereiht. Ebenfalls 1953 wurden 100 Gmbhs 51 (Hfrs312) gekauft, die das britische Lichtraumprofil einhalten, mit der in Großbritannien üblichen Bremsausrüstung ausgerüstet wurden und somit für den Fährverkehr mit Großbritannien geeignet waren. 1961 wurden noch einmal 150 Waggons nachgebaut.
1955–1960 wurde in mehreren Ausbesserungswerken der Gms 54 (Gls205) gebaut. Durch Zerlegung von gedeckten Güterwagen der Verbandsbauart (G 10) und Verlängerung der Untergestelle entstanden etwa 14.000 Stück. Abweichend von den UIC-Vorgaben bekamen sie nur vier UIC-Lüftungsschieber.
1957 wurden die Zeichnungen für den UIC-Standardwagen geändert, so wurde die Tür von 1,8 auf 2 m verbreitert. Diese Änderung berücksichtigte die DB durch Beschaffung von über 3000 neuen Gmhs 56 (Gs212). Ebenfalls 1957 begann der Umbau von Gmhs 35 und daraus abgeleiteten Pwghs 44 in Gms 45 (Gls203). Das überkritische Laufwerk und die Hildebrand-Knorr-Bremse wurden beibehalten, darauf wurden dem Gms 54 ähnliche Wagenkästen gesetzt. Da sie damit nur über vier Lüftungsschieber verfügten, entsprachen sie nicht den Vorgaben der UIC.
Nachdem die DB entschieden hatte, dass neue Umbauwagen dem UIC-Standardwagen entsprechen sollen, wurde 1959 das Gms-44-Programm (Gs211) aufgelegt. Herangezogen wurden wiederum Gmhs 35 und Pwghs 44, die diesmal neben dem UIC-Wagenkasten ein überkritisches Laufwerk erhielten. So entstanden 1140 Waggons.
Ab 1960 entstand der variantenreichste Umbauwagen, der Gmms 60 (Gs213). Ihn gibt es mit oder ohne Sprengwerk, mit Holz- oder Blechdach und mit Dampfheizleitung und elektrischer Heizleitung (als Gmmhs oder Gmmehs). Als Spenderwagen wurden hauptsächlich G 10, die das Gms-54-Programm überlebt hatten, verwendet, es gab allerdings auch reine Neubauwagen.
Noch vorhandene geschweißte Wagen der Vorkriegsbauarten (Gms 30, 31, 35) sowie Gms 39 wurden ab 1961 in Gmms 40 (Gs210) umgebaut. Sie gleichen mit ihren Varianten denen des Gmms 60.
Letzte Neuentwicklung bei den „kurzen“ G-Wagen war der ab 1966 gebaute Gs216, der bereits nach der UIC-Kodierung bezeichnet wurde.
Die 1967 noch vorhandenen Gmhs 35 sollten ursprünglich ausgemustert werden. Da die Konjunktur wieder anzog, konnte auf sie nicht verzichtet werden. Sie wurden mit einem neuen Wagenkasten mit nur zwei kleinen Ladeluken statt UIC-Schiebern ausgerüstet, und als Glms207 eingereiht.

### Großräumige gedeckte Güterwagen
Ab 1954 wurden über 14.000 Glm(e)hs 50 (Gos245) mit den gleichen Merkmalen wie der Gmhs 53, mit 12.500 mm oder 13.000 mm bei Handbremswagen jedoch deutlich länger, beschafft. Diese Bauart wurde weiterentwickelt zum Glmmhs 57 (Gos253), der sich in Details unterscheidet. Um 1960 wurde von der UIC ein großräumiger gedeckter Güterwagen genormt. Daraufhin ließ die DB ab 1961 über 10.000 Glmms 61 (Gbs254) unter Verwendung von Teilen zerlegter großräumiger Güterwagen der Vorkriegsbauarten bauen. Es gab allerdings einige Neubauwagen. Ein kleiner Teil wurde mit Stirnwandtüren ausgerüstet und als Gltmms 62 (Hbcs300) bezeichnet. 1965 erschienen zwei neue Bauarten: Zum einen der Glmms 65 (Gbs257) der sich vom Glmms 61 durch eine geänderte Seitenwandaufteilung unterscheidet, und der Glmms 64 (Gbs256), dessen Wagenkasten ausschließlich aus Stahl besteht. Den Abschluss bildeten die ab 1966 beschafften Gbs252, deren einziger äußerlicher Unterschied vom Glmms 61 das fehlende Sprengwerk ist.

### Wagen mit öffnungsfähigem Dach

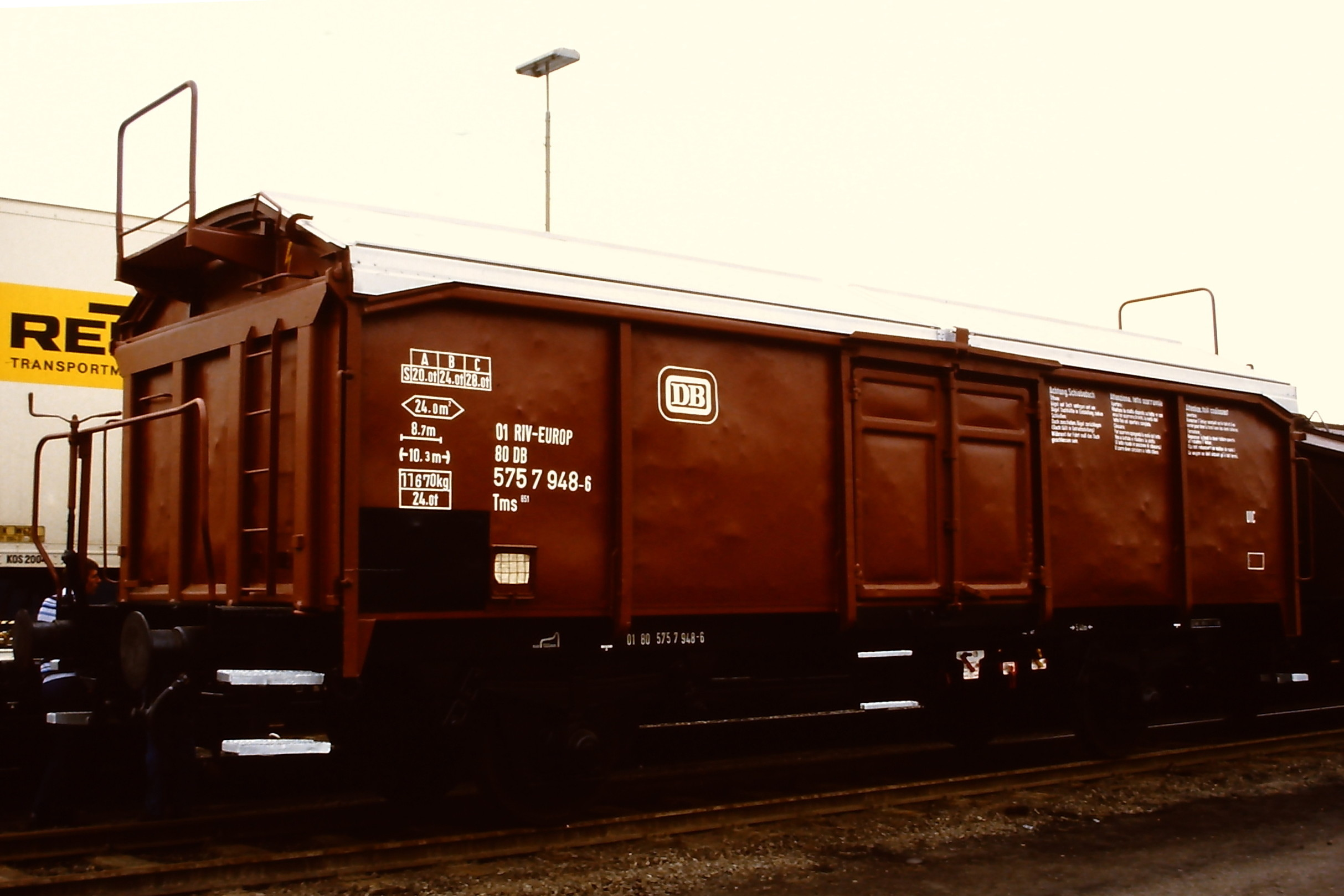
Tms^{851}

Die Beschaffung erster Hubschiebedachwagen begann bereits 1949. Die Wagen verfügten über ein zweiteiliges Dach, von denen ein Teil über das andere geschoben werden konnte. In der Mitte des Wagens war ein der Dachform angepasstes Querjoch angebracht, um einerseits die Spur der Dachlaufwerke halten zu können, andererseits das Dach dicht verschließen zu können. Betätigt wurde das Dach durch ein an den Kopfendenden angebrachte hoch liegende Bühne, die über Leitern erreicht wurden. Wagen mit Handbremse verfügten über eine an die Pufferbohle angeschraubte Bremserbühne, die den Wagen um 50 cm verlängerte. Bei einigen der älteren Wagen waren auf der Bühne ein Einheitsbremserhaus aus Blech montiert. Knapp 5000 Stück wurden als Kmmks 51 (Tms851), die ersten noch als Kmmks „Düsseldorf“ (das System der Gattungsbezirke war ja bis 1951 in Kraft) eingereiht.
1955/56 wurden 600 Kmmfks 52 (Tcs850) gebaut, die außerdem über Stirnwandtüren verfügten.
Nächste Neuentwicklung war der Kmmgks 58 (Tims858), der zusätzlich zum Hubschiebedach über Schiebewände verfügte, um von der Seite leichter mit Gabelstaplern beladen werden zu können. Hiervon wurden etwa 4000 Stück beschafft. Der Schiebewand-/Schiebedachwagen Kmmgks 58 wurde zum deutlich längeren und höheren Klmmgks 66 (Tbis870) weiterentwickelt, von dem ab 1960 knapp 2500 Wagen gebaut wurden. Bei ihnen bestand nicht nur das Schiebedach, sondern auch die Schiebewände aus Aluminium.
Weitere 1000 Stück wurden mit verstärkten Schiebewänden als Klmmgks 68 (Tbis871) geliefert. Ab 1966 wurden über 2000 Tbis869 gebaut, die teilweise über eine schmalere Mittelsäule verfügen. Ansonsten sind die Unterschiede gegenüber dem Tbis870 gering. 1970–1972 wurden noch 800 Tbis875, die für 120 km/h zugelassen sind, beschafft.

### Schiebewandwagen

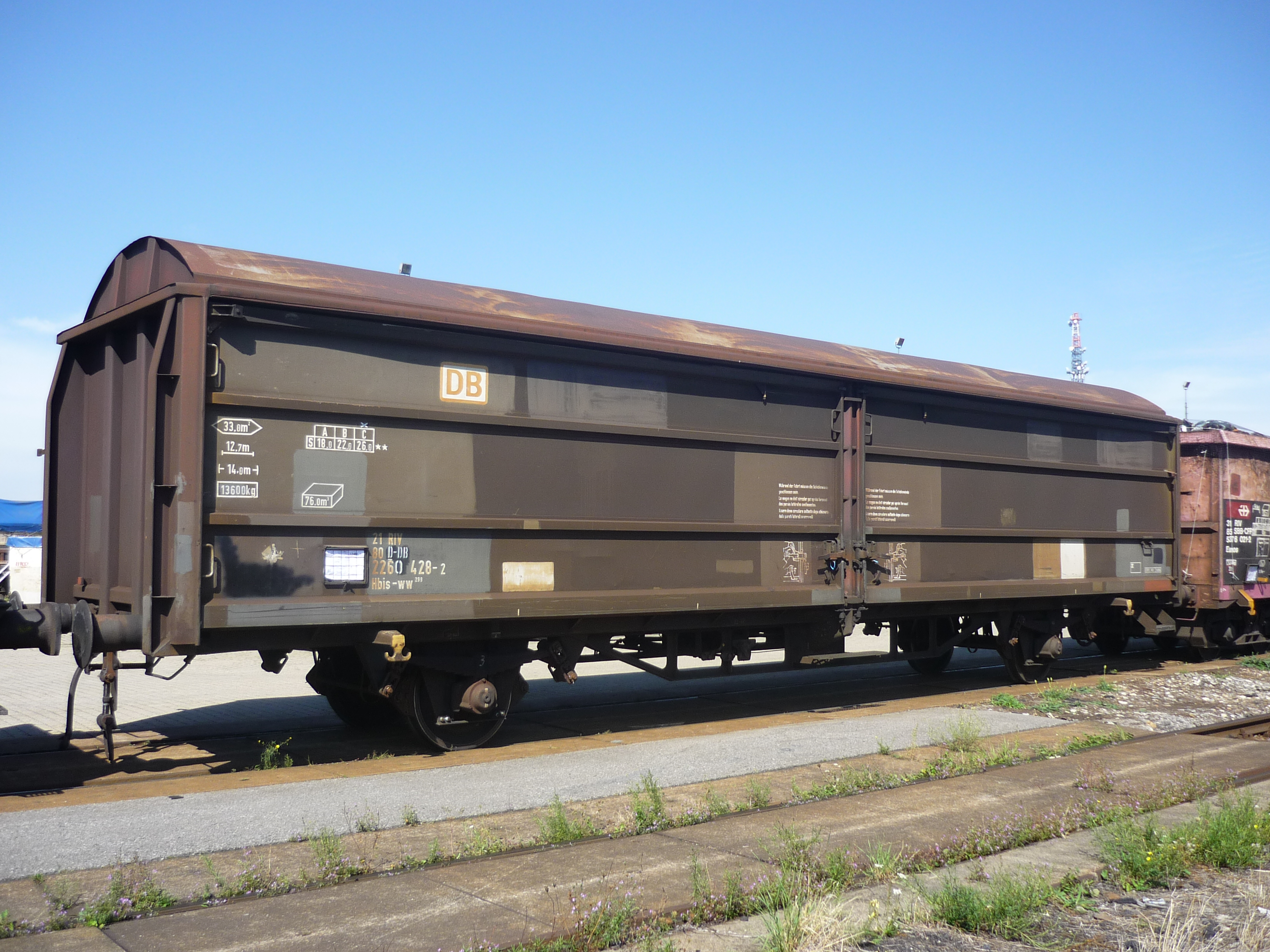
Schiebewandwagen Hbis^{299}

Beim Einsatz der neuen Schiebewand-/Schiebedachwagen zeigte sich, dass die Möglichkeit, die Wagen auf ihrer gesamten Länge mittels Gabelstapler von der Seite zu beladen bei den Kunden sehr gut ankam. Dadurch entstand die Idee, reine Schiebewandwagen zu entwickeln. 1966 bis 1975 wurden daraufhin über 8000 Hbis299 gebaut. Etwa 2000 weitere Wagen, die zusätzlich mit automatischer Lastabbremsung ausgerüstet wurden um für 120 km/h Höchstgeschwindigkeit zugelassen werden zu können, wurden als Hbis297 eingereiht.
Daraus weiterentwickelt wurde die Bauart Hbills295, von der die DB 1973 (Prototyp) und 1975/76 (Serie) knapp 1300 Stück bauen ließ. Im Gegensatz zu den Bauarten 297 und 299 besitzen ihre Schiebewände senkrechte Verstärkungsprofile.
1977/78 wurden nochmals 500 Waggons abgeliefert, die nur mit einer einfacheren Bremsanlage ausgerüstet und darum nur für 100 km/h zugelassen wurden (Hbills294).
Zwischen 1978 und 1982 beschaffte die DB knapp 1500 Hbills302 und Hbills304.
Hieraus weiterentwickelt wurde der Hbills303, der statt eines Sprengwerks einen massiven Unterzug erhielt, und ab 1981 in etwa 1100 Exemplaren gebaut wurde.
Ab 1984 ließ die DB Wagen mit höheren Schiebewänden, die die seitlichen Teile des Dachs darstellen, bauen. Knapp 1000 Stück wurden als Hbbins306 eingereiht, weitere knapp 1000 Wagen erhielten Trennwände zur Sicherung des Ladeguts gegen Umfallen und wurden zu Hbbills305.
1987 folgte noch eine Serie von 100 vierachsigen Schiebewandwagen mit einer für Güterwagen bemerkenswerten Länge von 24130 mm, die als Habbins345 bezeichnet wurden. Ein Prototyp erschien bereits 1971.

### Kühl- und Thermowagen

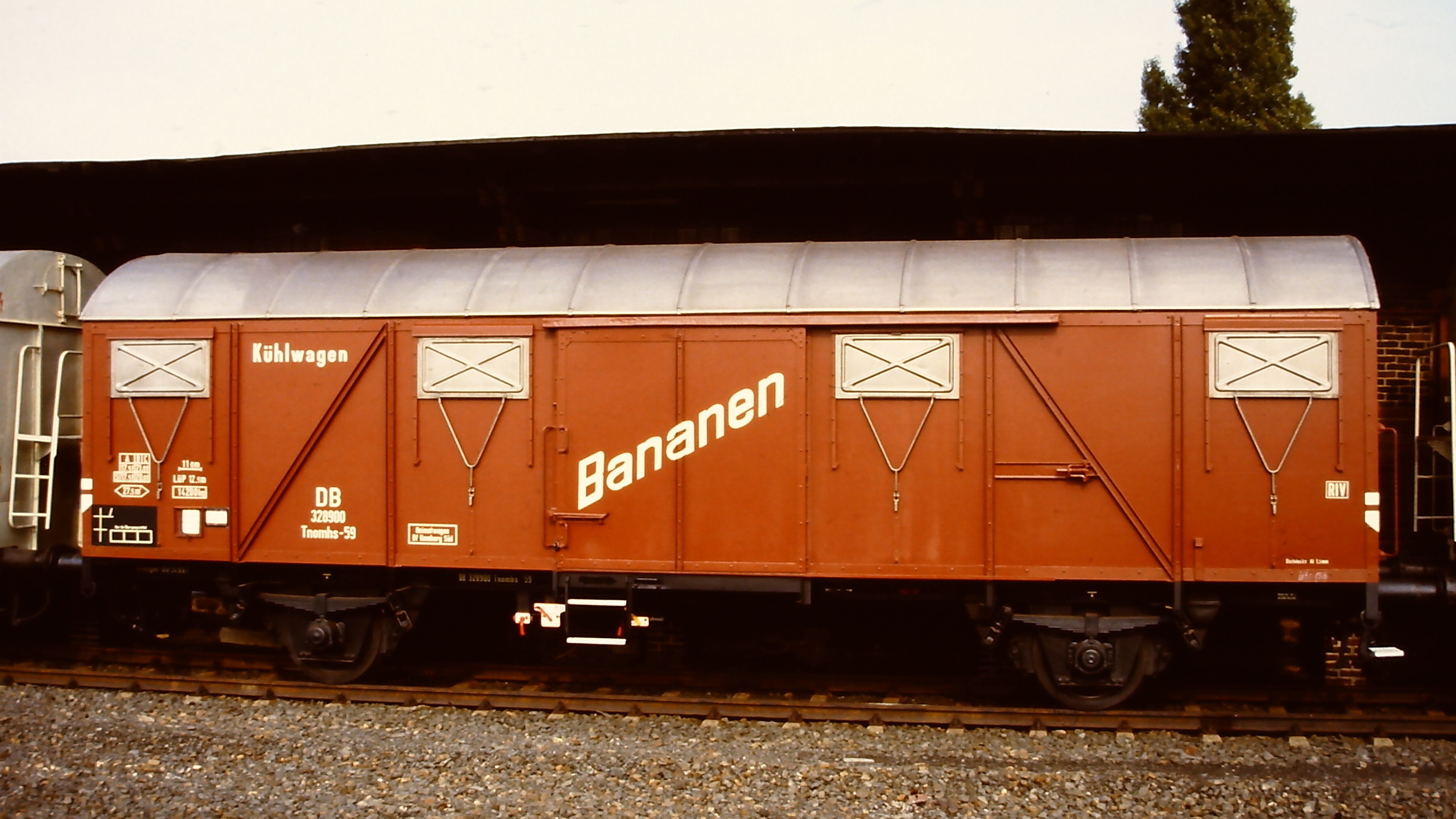
Tnomhs-59

Für den Transport von Milch beschaffte die DB 1952 20 spezielle Kesselwagen, die einen mit Kork und Kunstharzschaumstoff isolierten Kessel aus Aluminium bekamen. Eingesetzt wurden die schnelllauffähigen (zugelassen für 100 km/h) Wagen zum Großteil in Schnell- und Eilzügen. Bei Ablieferung wurden sie als EKW 51 (Eisenbahn-Kessel-Wagen) bezeichnet und rasch zu Tkkmhs 53 und mit Einführung der UIC-Kodierung in Uhrs980 umgezeichnet.
1953 begann die Serienlieferung neuer „richtiger“ Kühlwagen. Zunächst wurden 260 Wagen gebaut, die als Tehs 50 (Ichqrs369, Ichqrs376, Ichqrs377) eingereiht wurden. 1956 wurde eine zweite Serie von 250 Wagen mit erhöhter Tragfähigkeit als Tmehs 50 geliefert. Ihr Wagenkasten hatte eine glatte Außenhaut aus Stahlblech, die Isolierung war innen mit Aluminiumblech verkleidet. Gekühlt wurde mit Trockeneis.
1967 erschien die nächste Neuentwicklung von der 250 Stück als Ibbhs396 beschafft wurden. Das Untergestell wurde vom Gbs252 abgeleitet, der Wagenkasten bestand aus gesicktem Stahlblech, die Innenverkleidung aus glasfaserverstärktem Kunststoff. 150 Fahrzeuge mit abweichenden Achsen wurden 1973 in Ibbhs397 umgezeichnet. Dem Wunsch, schnellere Kühlwagen zur Verfügung zu haben, wurde durch den Bau von knapp 500 Ibbhs398 berücksichtigt, die sich von der Bauart 396 durch eine pneumatische Lastabbremsung (die die Bremskraft stufenlos abhängig vom Wagengewicht regelt) unterscheiden und darum für 120 km/h zugelassen werden konnten. Ab 1966 wurden 90 Ibblps379 aus Glmms 61 umgebaut, die eine Isolierung aus Polyurethan-Hartschaum und eine Außenverkleidung aus Stahlblech erhielten. Eingesetzt wurden sie hauptsächlich für den Transport von Gütern, die zwar nicht gekühlt, jedoch vor Wärme geschützt werden mussten (z. B. Schokolade).
Aus Glmhs 50 wurden Spezialwagen für den Transport von Bananen hergerichtet. 1955–1957 erschienen die ersten 175 Tnohs 50 (Ibblps393), 1957 und 58 folgte eine 476 Waggons umfassende zweite Serie mit höherem Ladegewicht, die als Tnomhs 50 (Ibblps395) eingereiht wurden. Sie wurden innen mit Styropor verkleidet und erhielten spezielle Öfen zur Warmhaltung der Bananen. Außen behielten sie ihren braunen Anstrich, bekamen jedoch an der Tür den Schriftzug „Bananen“.

### Verschlagwagen

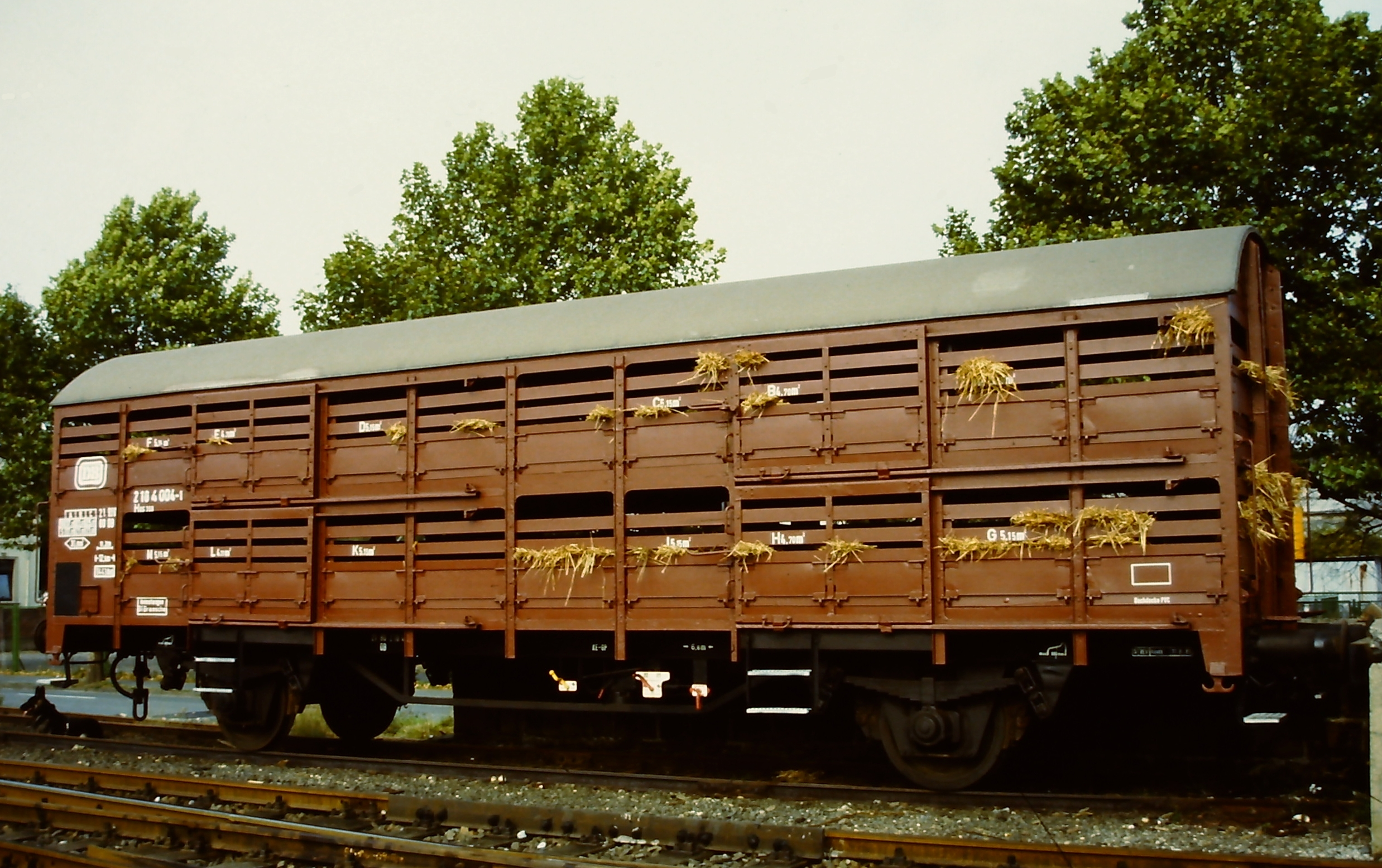
Hes^{358}

1960/61 wurden 650 Stück moderner Verschlagwagen unter Verwendung von Teilen zerlegter Verschlagwagen der Vorkriegsbauarten gebaut und als Vlmmhs 63 (Hes442) eingereiht. Wagenkasten und Untergestell entsprachen weitgehend dem Glmhs 50, allerdings wurden die Wagenkästen wie bei Verschlagwagen üblich nicht mit Nut- und Federbrettern oder verleimten Holzplatten, sondern mit Holzlatten mit reichlich Zwischenräumen verkleidet. Weitere Bauarten wurden nicht beschafft.

## Rungen- und Flachwagen

### Rungenwagen
Mit der Entwicklung neuer Rungenwagen wurde gewartet, bis die Vorgaben für den UIC-Standardwagen vorlagen. Da im Krieg für die umfangreichen Materialtransporte bereits große Mengen solcher Wagen gebaut worden waren, bestand kein akuter Handlungsbedarf. Ab 1958 wurden über 14.000 Exemplare der Bauart der Rlmms 56 (Kbs442) neu gebaut. Ab 1959 begann man, genietete Rungenwagen der Vorkriegsbauarten (R 02, R 10, R 20) zu zerlegen und verwendete die Teile beim Bau der knapp 10.000 Rlmms 58 (Kbs443). Bereits ab 1956 wurden 160 Rungenwagen beschafft, die für den Eisenbahnfährverkehr mit Großbritannien geeignet waren und die das kleinere britische Lichtraumprofil einhalten. Sie wurden als Rbmms 55 (Lfms-t569) bezeichnet. Abgesehen von einigen Versuchswagen wurden von der DB keine weiteren Rungenwagen mehr beschafft.

### Zweiachsige Flachwagen
Flachwagen wurden in der Regel für den bahneigenen Baudienst sowie im öffentlichen Verkehr für Güter eingesetzt, die nicht unbedingt einen Rungenwagen erforderten. Meist wurden sie aus nicht mehr benötigten Güterwagen hergerichtet oder umgebaut. In den 1950er Jahren entstanden schier unzählige Bauarten. Alle möglichen Wagentypen, darunter einige wenige Reisezugwagen, deren Aufarbeitung in der ursprünglichen Form offenbar nicht mehr lohnte, wurden ihres Wagenkastens beraubt und teilweise mit festen, klappbaren oder steckbaren Bordwänden ausgerüstet. Ab 1957 wurden nach weitgehend einheitlichen Zeichnungen etwa 3000 Xlm 57 (Klm505) aus gedeckten Güterwagen, die für die Umbauprogramme zu gedeckten Wagen nicht benötigt wurden, gebaut. Sie erhielten aushebbare hölzerne Bordwände. Die im Kriege gebauten Rungenwagen der Gattung Rmms 33 fielen bereits Mitte der 50er Jahre trotz ihres vergleichsweise geringen Alters durch besonders große Schadanfälligkeit negativ auf. Dies lag neben der Überlastung im Krieg hauptsächlich an zu schwach ausgeführten Scharnieren der klappbaren Seitenborde. Darum wurden über 3000 Rmms mit neuen Klappenscharnieren ausgerüstet, ferner wurden Rungenkörbe und Rungentaschen abgebaut. Die so behandelten Wagen wurden als Xltmm 33 (Klm506) bezeichnet.

### Vier- und sechsachsige Flachwagen
Mit Beginn des Wirtschaftswunders wurden neue vierachsige Flachwagen gebraucht. So wurde ab 1955 der SSlmas 53 (Rs680) beschafft. Bis in die 1960er Jahre entstanden 5500 Exemplare. Sie erhielten Drehgestelle der Bauart Minden-Dorstfeld, ein räumliches Sprengwerk aus Stahlprofilen und zum Schutz der Ladung klappbare Stirnborde mit abgeschrägten Ecken sowie pro Wagenseite 16 drehbar gelagerte Stahlrungen. Dieser Wagentyp wurde weiterentwickelt und durch die UIC genormt. Diese Waggons erhielten Drehgestelle der Bauart 664 oder Y25, fischbauchartige Langträger statt eines Sprengwerks, ebenfalls 16 Drehrungen und klappbare Stirnborde mit geraden Ecken. Ab 1968 wurden über 2700 Stück gebaut und durch die DB als Rs684 eingereiht. Es wurden auch etwas kürzere Wagen beschafft. Ab 1968 ließ die DB 1760 Rmms664 bauen, die den Rs684 stark ähneln, jedoch mit 14.040 mm Länge über Puffer (im Vergleich zu 19900 mm) deutlich kürzer sind. Auf die starken fischbauchartigen Langträger konnte darum verzichtet werden. Ein mit 21.080 mm besonders langer Wagen für den Transport von Röhren, Langholz etc. wurde mit dem Sps719 entwickelt. Ab 1977 wurden knapp 2000 Exemplare mit Doppelrungen (die an den Innenseiten mit Holz verkleidet sind) und Niederbindeeinrichtung zwischen den Spitzen zweier gegenüberliegender Rungenpaare geliefert.
Sechsachsige Schwerlastwagen wurden gebaut, so ab 1964 knapp 3900 Samms710. Sie verfügen über Drehgestelle Bauart 710 sowie zum Schutz der Ladung über klappbare Stirnwände und 12 steckbare Rungen.

### Behälter- und Containertragwagen

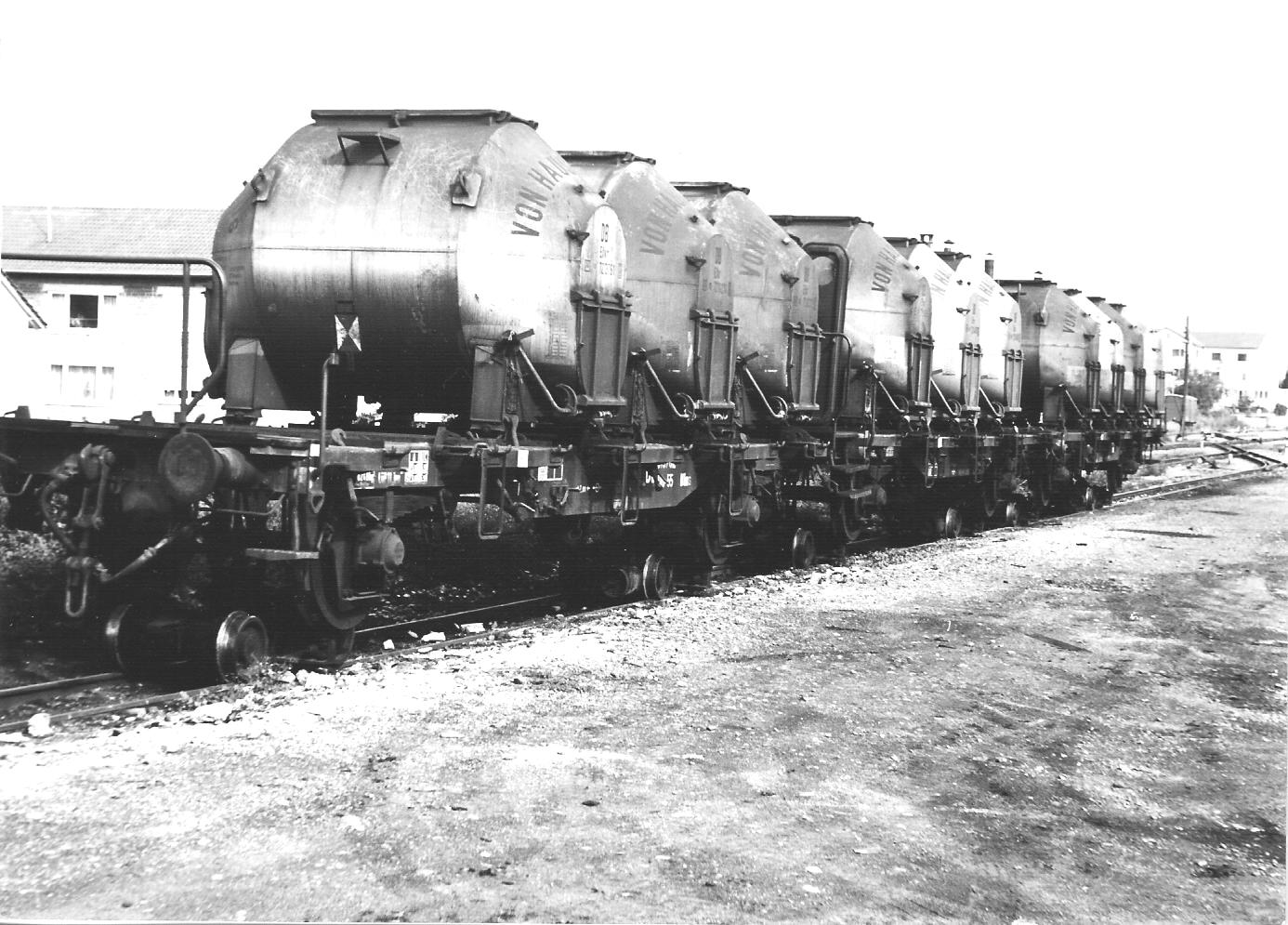
Behältertragwagen

Bereits in den späten 1940er Jahren bemühte sich die DB, ein neues Angebot zur Beförderung von Gütern „Von Haus zu Haus“ zu etablieren. Dafür wurden Tragwagen für den Behälterverkehr entwickelt. Sie werden als Vorläufer des heutigen Containerverkehrs betrachtet.
Für den Transport von ISO-Containern wurden zunächst herkömmliche Flachwagen (Kbs und Rs) eingesetzt und die Container mit genagelten Kanthölzern befestigt. Ab Anfang der 1970er Jahre wurden dann spezielle Flachwagen für den Containertransport beschafft, welche mit entsprechenden Tragzapfen ausgestattet waren.

### Autotransportwagen

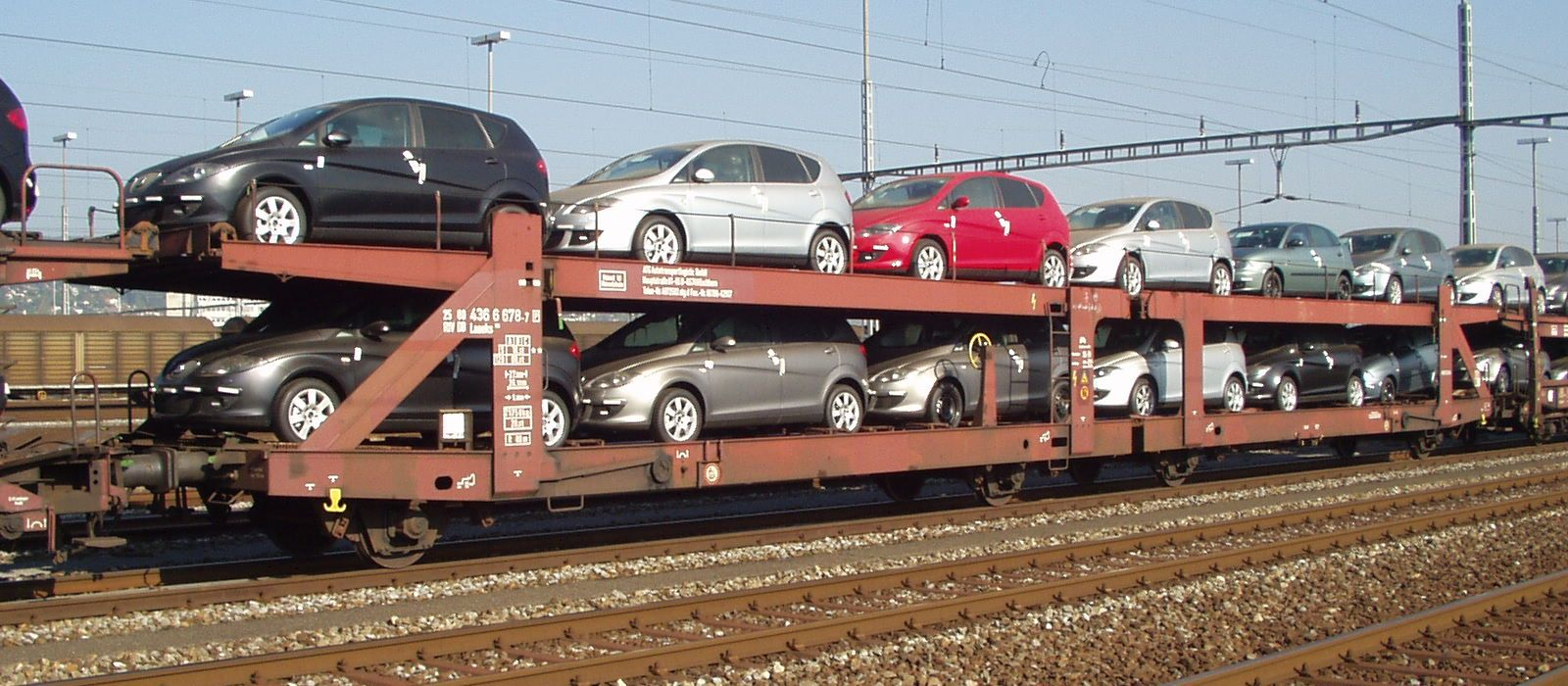
Autotransportwagen

Bevor in den 1950er Jahren die Massenproduktion von Automobilen begann, genügten die Rungen- und Schienenwagen für den Transport von Neuwagen. Da doppelstöckiger Transport prinzipiell möglich war, wurde die alte Praxis zunehmend unwirtschaftlich und nach einem neuen Spezialwagen gesucht. Als schnelle Problemlösung wurden ab 1954 600 Omm 52 zu 300 Off 52 (Laae540) umgebaut. Die Ladetüren entfielen, dafür wurde eine zweite Ladeebene eingebaut. Jeweils zwei Fahrzeuge wurden fest zu einem Pärchen gekuppelt. 1956–1959 wurden weitere knapp 1000 Einheiten als Offs 59 (Laaekms541) in Betrieb genommen. Sie entstanden aus Omm 55.
Parallel wurden ab 1954 die ersten reinen Autotransportwagen vom Waggonbau Graaff in Elze entwickelt und, die 1955–1959 in 1200 Exemplaren in Serie gebaut wurden. Sie wurden als Offs 55 (Laekkms542) eingereiht. Bei diesen dreiachsigen Wagen stützen sich beide Teilwagen auf eine gemeinsame Mittelachse ab. Für Kleintransporter war ihre Ladehöhe jedoch zu gering, darum wurden sie zum Offs 60 (Laekks543) weiterentwickelt. Bei diesem Typ ist die Höhe der unteren Ladebene über der Schienenoberkante deutlich niedriger. Am bewährten dreiachsigen Grundkonzept wurde festgehalten. Von 1959 bis 1964 entstanden knapp 2000 Einheiten. Die Laufeigenschaften und die Ladelänge befriedigten nicht. So entstanden nach etlichen Versuchswagen 1964 bis 1974 etwa 1000 Einheiten einer weiterentwickelten Bauart, dem Laekks547. 1979/80 kamen noch 200 neuentwickelte Laeks553 dazu.

### Flachwagen anderer Sonderbauarten

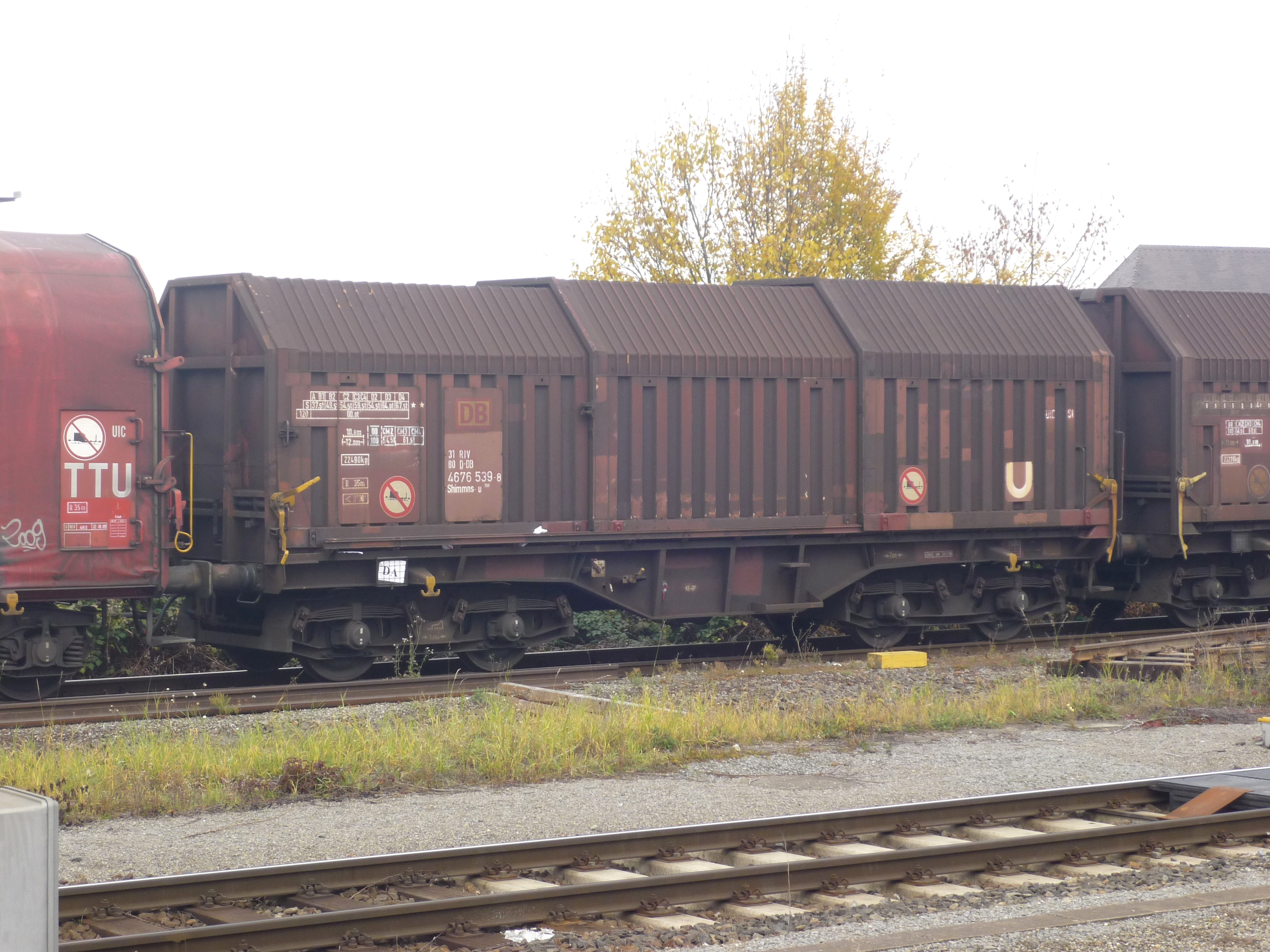
Shimmns-u^{730}

Nach ihrer Bezeichnung als Shimms gehören Teleskophaubenwagen ebenfalls zu den Flachwagen, weil auf einen kurzen, vierachsigen Drehgestellwagen lediglich drei ineinanderschiebbare Aluminiumhauben aufgesetzt worden sind. Diese Sonderbauart wurde ab 1971 speziell zum Transport von Blech in schweren, witterungsempfindlichen Rollen (sogenannte Coiltransporte) gebaut und erlaubt je nach Baulos ein Zuladung von bis zu 67 t. Das Gewicht einer einzelnen Stahlblechrolle darf dabei bis zu 45 t betragen.

## Offene Güterwagen

### Regelbauart

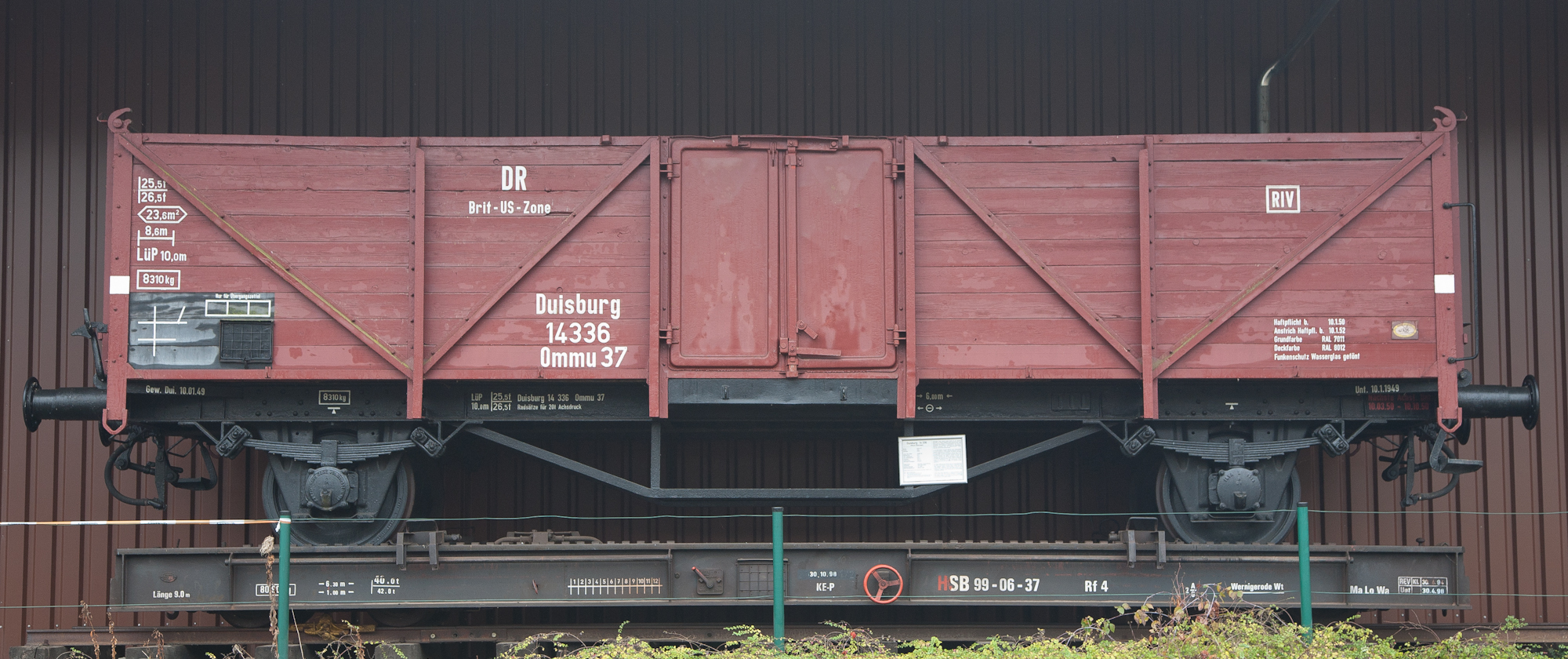
Offener Güterwagen der Gattung Duisburg (Ommu 37)

Die klassischen zweiachsigen offenen Güterwagen stellten lange Zeit den größten Anteil am Güterwagenpark der DB. Sie wurden verwendet für nahezu alle Güter, die der Witterung ausgesetzt werden konnten und nicht zu lang waren. Wie bei den gedeckten Güterwagen wurden nach Kriegsende neue Wagen zunächst im Ausland gefertigt. 1948–1952 wurde die Kriegsbauart „Klagenfurt“ (Omm 34) in verstärkter Form nachgebaut, unter anderem erhielten die Waggons ein Sprengwerk. So entstanden bei etlichen Waggonfabriken im In- und Ausland etwa 26.000 Exemplare des Typs Omm 37 (E031), von denen sich einige wenige bis 1974 halten konnten. Parallel wurden bei Gregg in Belgien 1200 ähnliche Wagen gefertigt, die allerdings nicht geschweißt, sondern genietet waren. Sie wurden von der DB als Omm 29 (E026) bezeichnet und bis 1970 ausgemustert. In der Tschechoslowakei wurden 1150 Wagen mit Stahlblechwänden gebaut, die als Omm 39 eingereiht wurden. Da sie einerseits eine Splittergattung darstellten, andererseits für deutsche Verhältnisse ungewohnte Stirnklappen, Türen und Entladeklappen hatten, wurden sie bereits bis 1959 mit UIC-Stahlaufbau versehen und als Omm 49 weiterverwendet. Alle Omm 29, Omm 37 und Omm 39 wurden vor 1951 noch als Ommu „Duisburg“ bezeichnet.
Ab 1948 wurde in den Ausbesserungswerken der DB und einigen privaten Ausbesserungswerken (PAW) begonnen, zur Aufarbeitung anstehende Wagen zu modernisieren. Viele Versuche wurden angestellt, um die wirtschaftlichste Form zu finden. Beispielsweise wurden Om 12 nach Gesichtspunkten des Austauschbaus und unter Verwendung von Bohrschablonen aus den 1920er Jahren in Om 21 umgebaut. Om 12 und Om 21 wurden zerlegt, verschlissene Teile zersetzt und nach dem Vorbild des Om 31 neu zusammengeschweißt. Anfangs wurde der hölzerne Wagenkasten und die Federlaschengehänge beibehalten. Später wurden UIC-Doppelschakengehänge eingebaut und die Wagenkästen mit Blech verkleidet. Diese so entstandenen etwa 1500 Wagen wurden als Om 31 bezeichnet. Omm 34, bei denen die Träger des Aufbaus stark abgerostet waren, erhielten neue Wagenkästen und Sprengwerke nach dem Vorbild des Omm 37.

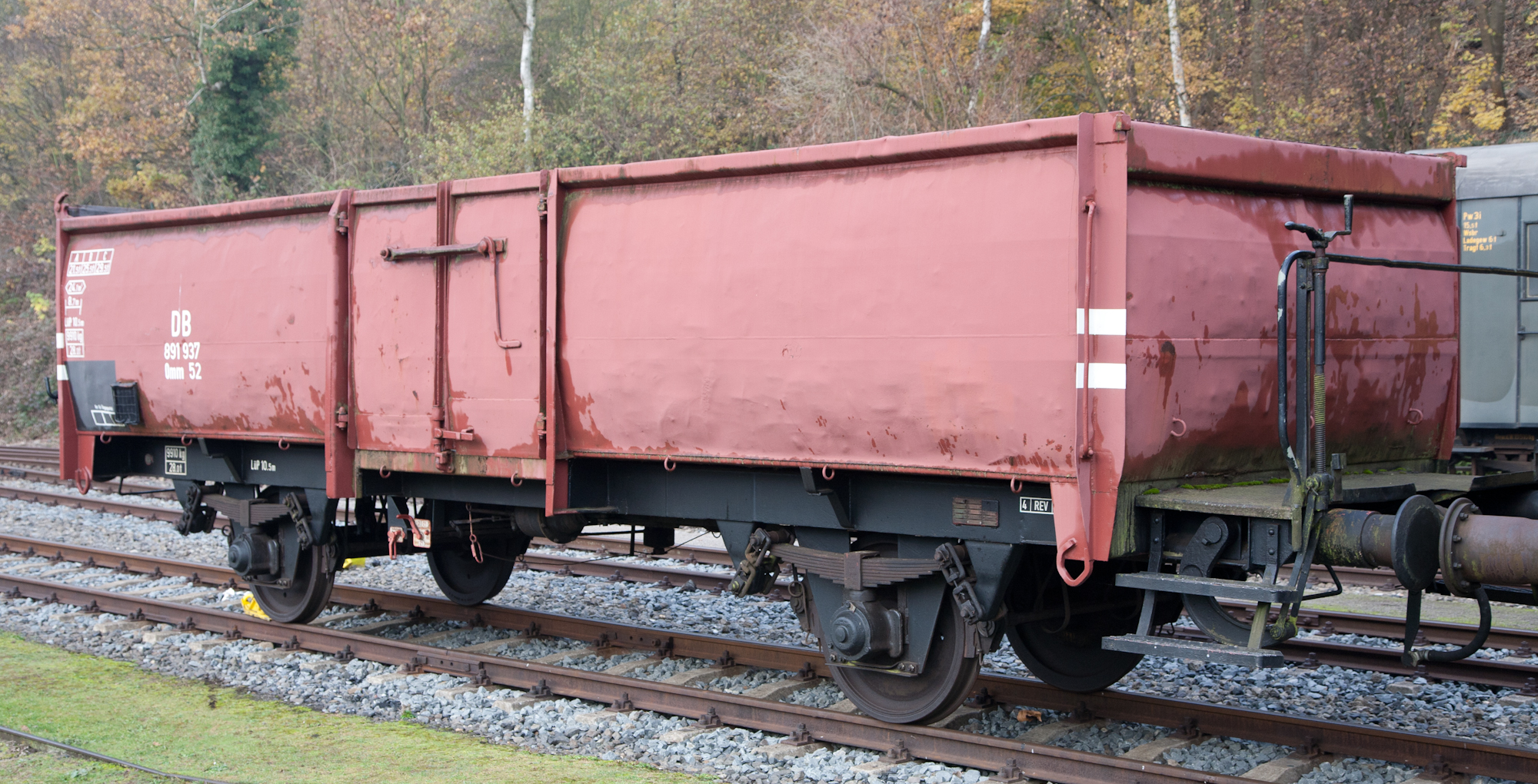
Offener Güterwagen der Bauart Omm 52

Parallel wurden etliche Prototypen für die künftigen Neubauwagen entwickelt, hier setzte sich zunächst der Omm 52 (E037) durch. Er hatte Langträger aus Hohlprofilen und einen Wagenkasten mit Seitenwänden aus gekanteten Blechen neben den mittig angeordneten Türen. Gebaut wurden knapp 15.000 Stück, die letzten Exemplare wurden bis 1986 genutzt.
Danach wurden von einigen Versuchsträgern abgesehen nur noch offene Güterwagen mit UIC-Wagenkasten gebaut. 1954–1956 wurden etwa 10.000 Omm 54 (E039) unter Verwendung von Teilen zerlegter Om 12 und Om 21 umgebaut. Sie wurden ab 1981 einer Verjüngungskur unterzogen, unter anderem wurde die Kk-G-Bremse gegen eine KE-GP-Bremse getauscht. Umgebaute Wagen waren nun 100 km/h schnell und hörten auf den Namen Es049. 1955–1962 entstanden über 15.000 Omm 55 (E040), und zwar fast ausschließlich aus Neumaterial. Ab 1970 erhielt ein großer Teil von ihnen eine Bremse mit G-P-Wechsel und konnte nun mit 100 km/h (statt 80 km/h) als Es040 eingesetzt werden. Die noch verbliebenen über 2000 Omm 34 der Kriegsbauart wurden 1957/58 ebenfalls mit einem neuen Wagenkasten ausgerüstet und als Omm 44 (E034) eingereiht. Ab 1957 und 1958 erhielten etwa 5000 und knapp 2000 Omm 33 oder Ommr 32 einen neuen Wagenkasten und die Bezeichnung Omm 43 (E033) oder Ommr 42 (E032). Die noch vorhandenen 1000 Omm 39 tschechischer Bauart wurden 1958/59 durch den Einbau neuer Wagenkästen zu Omm 49 (E036). 6000 Wagen gehörten zur Gattung Omm 46 (E035), sie entstanden 1958–1966 unter Verwendung von Teilen zerlegter Omm 34, 35 und 37. Sie wurden Mitte der 1980er Jahre modernisiert und zu Es045.
In den 1970er Jahren wurde von der UIC ein vierachsiger offener Güterwagen genormt. Ab 1978 beschaffte die DB über 7000 Exemplare von diesem Wagentyp als Eaos106. Ab 1979 wurden zunächst versuchsweise Wagen mit Stahlfußboden gebaut, die sich so gut bewährten, dass bald nur noch solche Waggons gebaut und als Eaos051 eingereiht wurden. Hiervon entstanden etwa 2500 Stück. Auf Initiative der SNCF wurde ein etwas längerer Wagen genormt (Länge über Puffer 15.740 mm statt 14.040 mm beim Eaos). Diese Bauart wurde in etwa 500 Exemplaren als Eanos052 beschafft.

### Muldenkipper

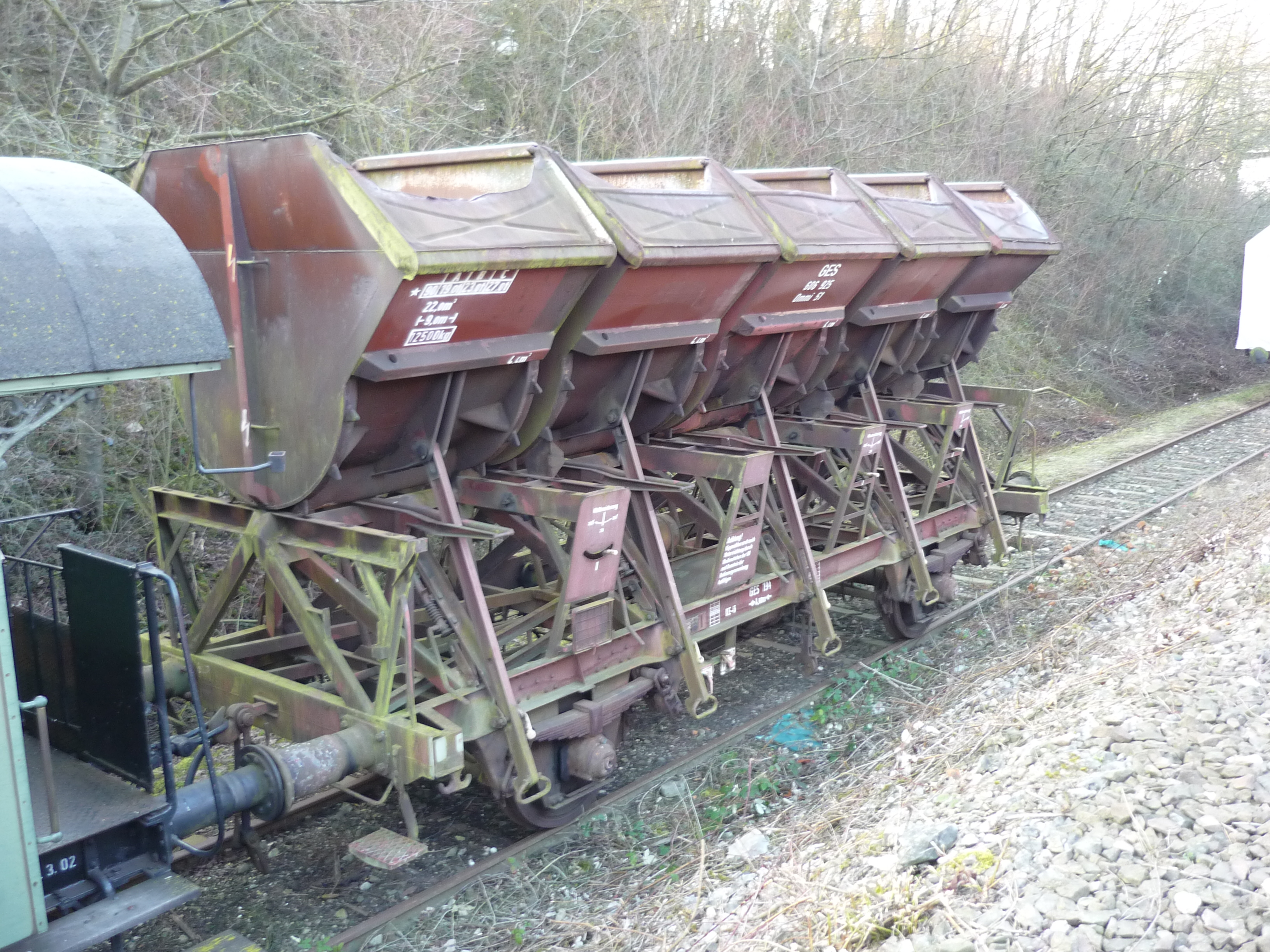
Ommi 51

Bereits die DRG hatte Versuche angestellt, wie der Transport von Schüttgütern wirtschaftlicher gestaltet werden könnte. Insbesondere die Entladung der offenen Güterwagen gestaltete sich sehr aufwendig. Zunächst wurden Selbstentladewagen nur in Ganzzügen eingesetzt. Da nach dem Krieg die Konkurrenz durch den Lkw immer stärker wurde, entwickelte und erprobte die junge DB zahlreiche Prototypen, um im Einzelwagenverkehr leicht zu entladende Transportmittel anbieten zu können. Durchgesetzt hat sich letztlich jedoch eine Konstruktion der Westfälischen Landes-Eisenbahn. Nach ihrem Vorbild beschaffte die DB von 1953 bis 1970 knapp 4000 Ommi 51 (F-z120). Auf ihrem Rahmen wurde ein Gitter aus Profilen geschweißt, das die Abrollbahnen der fünf Lademulden trägt. Jede Lademulde wird seitlich von je einer Haltestange gestützt, mit denen nach ihrer Entriegelung die Mulden gekippt werden können. Wenn die Mulden leer sind, rollen sie durch ihre eigene Schwerkraft wieder in die Transportstellung zurück. Die hohe Anordnung der Mulden wurde gewählt, damit in Lastkraftwagen entladen werden kann. Allerdings lag dadurch der Schwerpunkt der Waggons sehr hoch. Dies führte dazu, dass bei Unachtsamkeit des bedienenden Personals einige Wagen umstürzten. Darum erhielten alle Ommi 51 nachträglich sogenannte Schienenzangen, mit denen sich der Wagen während der Entladung fest an die Schiene klammert. Trotz aller Widrigkeiten konnten sie sich bis Anfang der 1990er Jahre gegen die Fcs (s. u.) behaupten.

### Hubkipper und Mittenselbstentlader

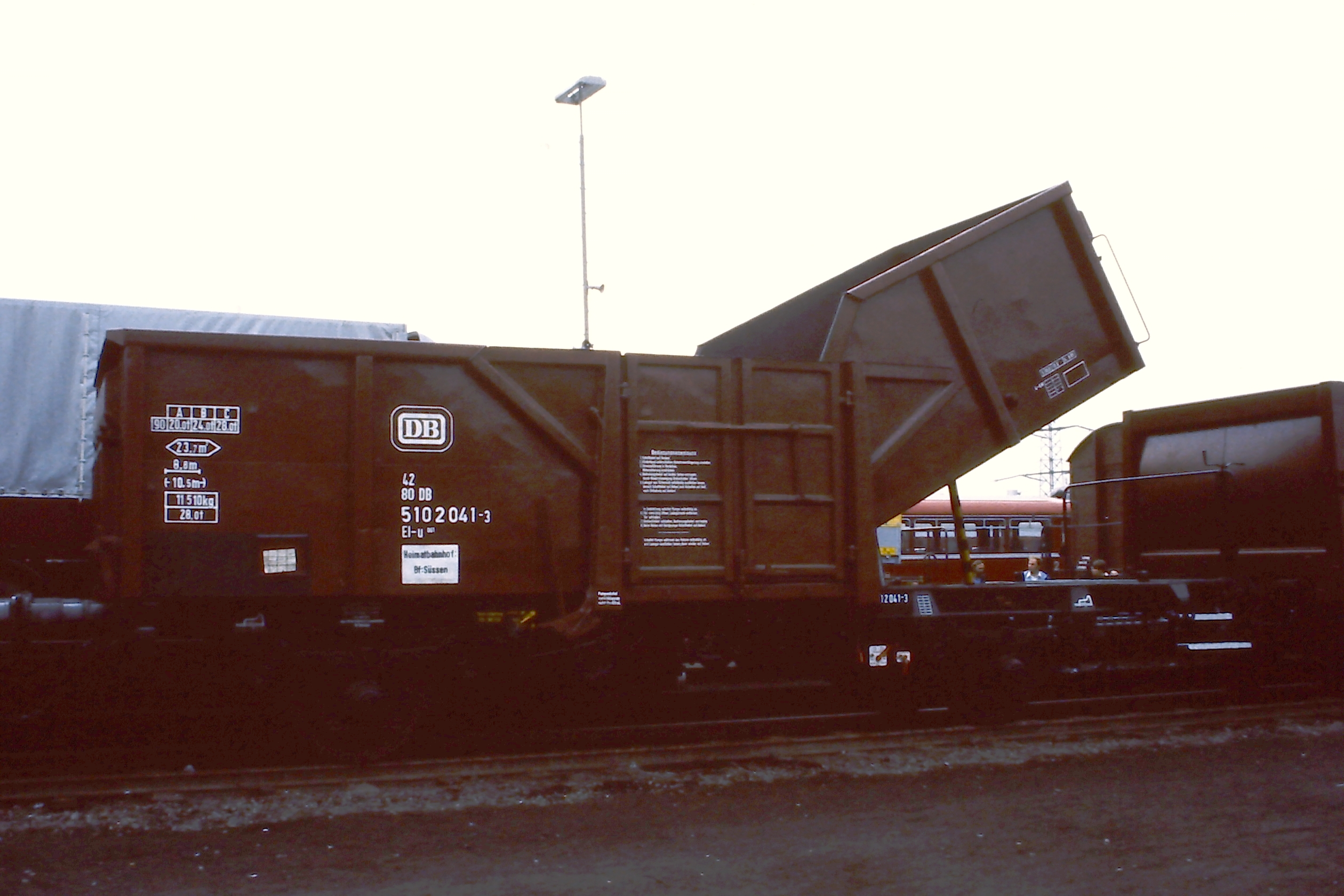
Mittenselbstentladewaggon
El-u^{061}

Nach dem Krieg bis in die frühen 1960er Jahre wurde viel mit Wagen experimentiert, deren Wagenkasten weitgehend dem eines klassischen offenen Güterwagens entsprach, der hydraulisch angehoben und gekippt oder dessen Enden so angehoben werden konnten, dass sich das Ladegut in Wagenmitte sammelt. Letztlich war der Einsatz von F-z (s. o.) und Fc (s. u.) wirtschaftlicher.

### Drehschieberwagen

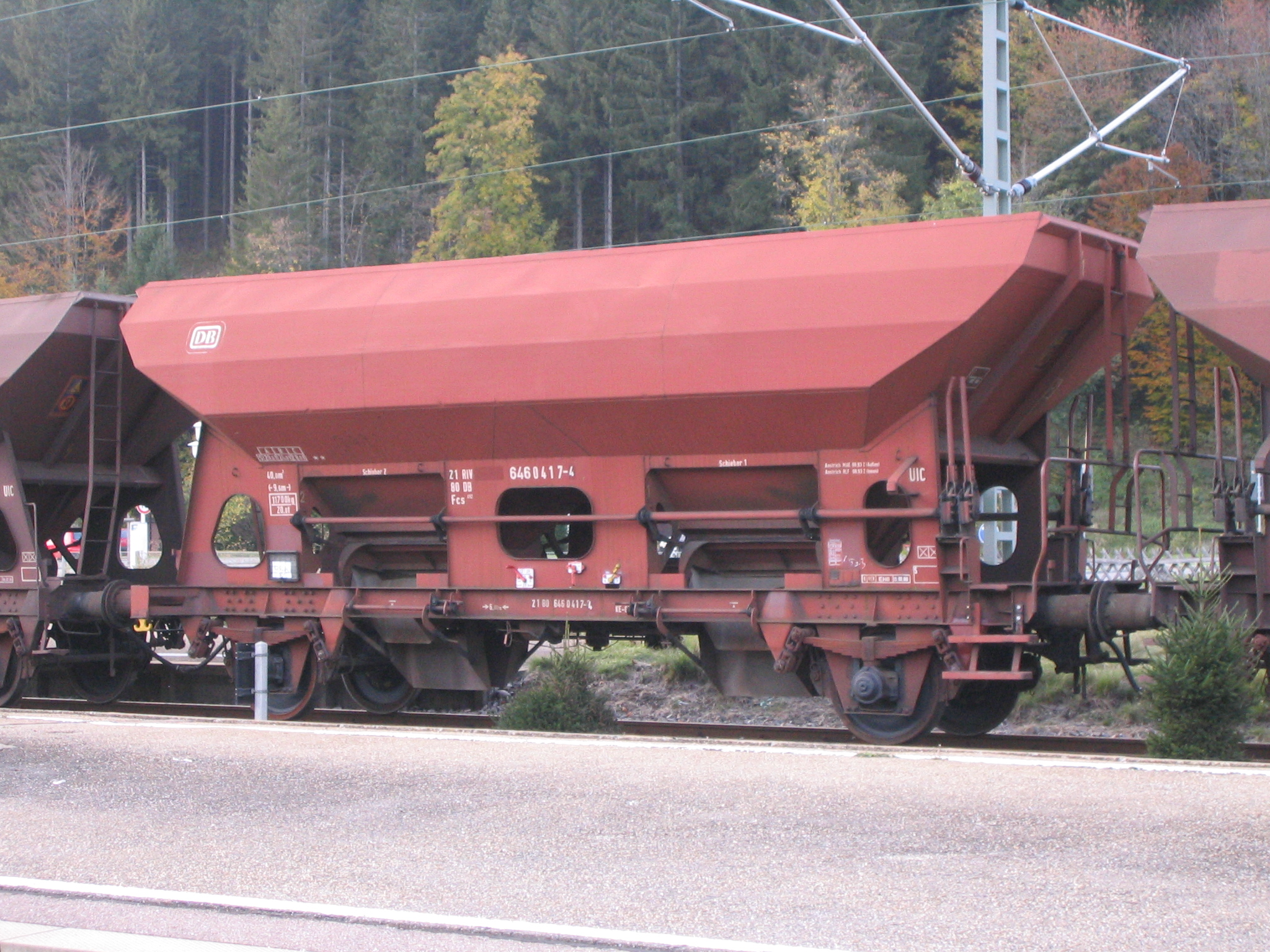
Fcs^{092}

Die erste Bauart neuentwickelter Selbstentladewagen mit Drehschiebern wurde ab 1954 gebaut. Sie erhielten einen trichterförmigen Aufbau, der an den zwei Auslauföffnungen pro Wagenseite mit Drehschiebern, die mittels handbetätigter Hebel von einer Bühne an einem Wagenende aus bedient werden können, verschlossen war. Diese Drehschieber ermöglichen es, die Entladung weitgehend stufenlos zu regulieren. Nachteilig war, das durch die Entladung mittels Schwerkraft nur auf den Boden oder z. B. auf Förderbänder entladen werden konnte, nicht jedoch auf einen Lkw wie beim Ommi 51. Trotzdem erfreuten sich die knapp 600 gebauten und als Otmm 52 (Fc084) eingereihten Wagen bei der Kundschaft großer Beliebtheit. Befördert wurde neben Schotter auch Erz und Kohle.
Trotzdem gab es einige Schwachstellen. Mit den gewonnenen Erkenntnissen wurde der Otmm 54 (Fc085) entwickelt. Beispielsweise wurde die Trichtergeometrie optimiert, die Auslaufrutschen wurden so geändert, dass die Langträger nicht mehr nach oben gekröpft werden mussten und die Schieber wurden nicht mehr mittels Hebel von einer Bühne aus, sondern mit Handrädern vom Boden aus bedient. Gebaut wurden allerdings nur 30 Wagen. 1958 ging bereits der Nachfolger Otmm 57 (Fc086) in Serie, von dem etwa 2600 Stück gebaut wurden. Bei ihm wurde wieder die Drehschieberbetätigung durch Hebel eingebaut.
Weitgehend übernommen wurde der Wagenkasten des Otmm 57 für die beiden nun folgenden Serien. Ab 1960 wurden in Ausbesserungswerken der DB etwa 3500 Otmm 61 (Fc087) gebaut, deren Untergestell aus Teilen zerlegter Omm 37 gefertigt wurde. Parallel lieferten die Waggonfabriken etwa 5500 Otmm 64 (Fc089), die ausschließlich aus Neumaterial gebaut wurden. Aus der Fertigung wurden 30 Wagen abgezweigt und erhielten einen niedrigeren Trichter, da dies einige Kunden gewünscht hatten, sie wurden als Otmm 63 (Fc088) eingereiht. Diese Wagen wurden später in Otmm 57 umgebaut.
Die größte Verbreitung erreichte der von 1962 bis 1971 in Serie gefertigte Otmm 70 (Fc090) mit über 16.000 Stück. Sein Untergestell wurde aus Teilen zerlegter Omm 37 gebaut, er war etwas länger und sein Trichter darum etwas größer als beim Otmm 61. Die ersten Exemplare entstanden aus Teilen, die für Otmm 61 vorgesehen waren. Neueren Wagen wurde eine KE-GP-Bremse statt der zuvor verwendeten KE-G-Bremse eingebaut, dies ermöglichte eine Höchstgeschwindigkeit von 100 km/h (statt (90 km/h) und sie wurden als Fcs bezeichnet. Mitte der 1980er Jahre wurden die zwischenzeitlich von der UIC genormten Wagen einer Vollaufarbeitung unterzogen, bei der viele weitere Wagen eine KE-GP-Bremse erhielten und dadurch als Fcs090 für 100 km/h zugelassen werden konnten. Als 1988 das Ende der wirtschaftlichen Nutzungszeit erreicht war, lichteten sich die Reihen. Jedoch wurden ab 1991 3500 Wagen für den Weiterbetrieb hergerichtet und als Fcs092 eingereiht.

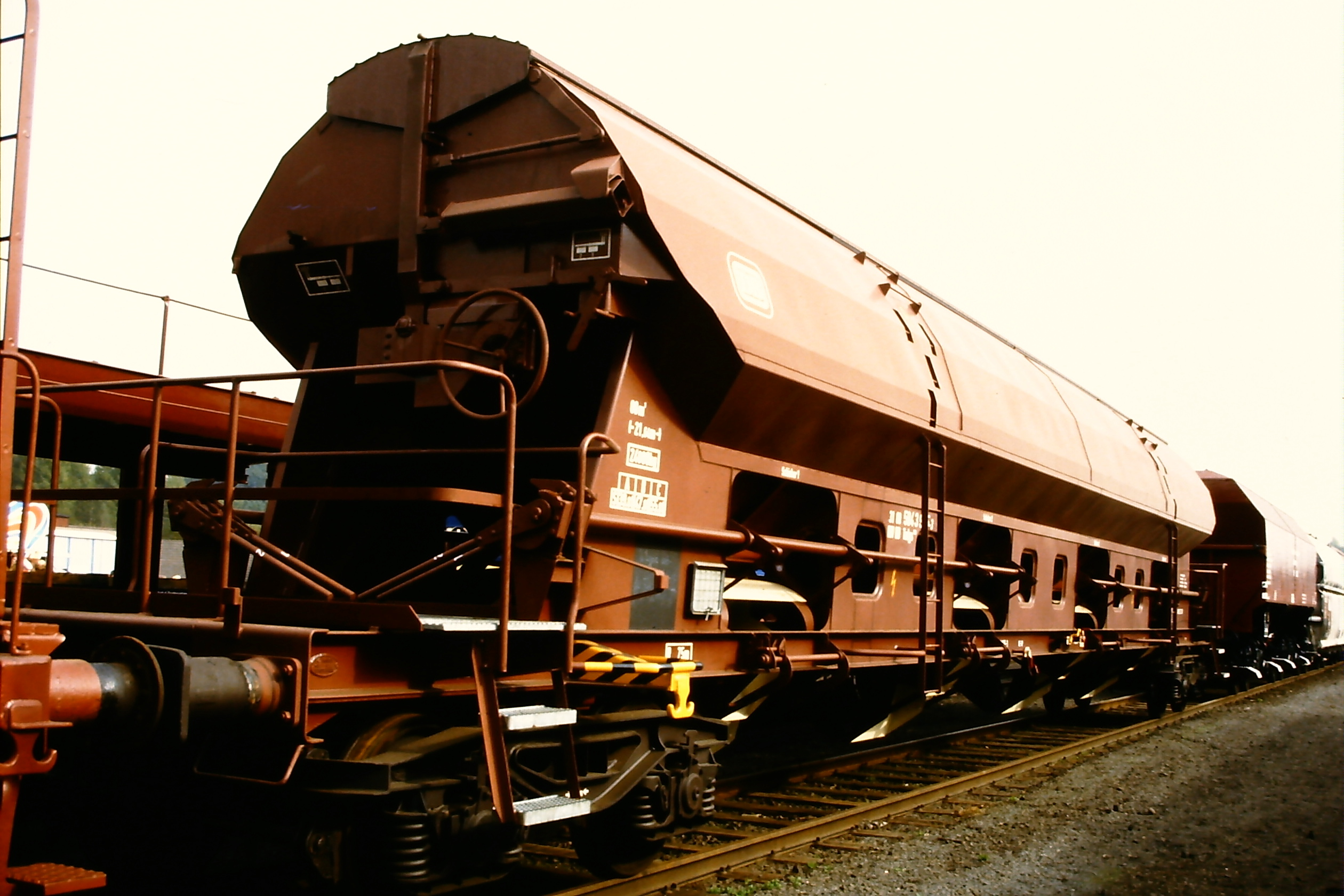
Tadgs^{959}

Um nässeempfindliche Schüttgüter wie z. B. Baukalk, Salz oder Getreide mit Selbstentladewagen befördern zu können, wurden frühzeitig aus den oben beschriebenen Bauarten Varianten mit Schwenkdächern abgeleitet. Aus dem Otmm 57 wurde der Ktmm 60 (Td925) abgeleitet sowie eine Variante für Lebensmitteltransporte als Ktmmv 60 (Td927). Es entstanden etwa 800 Waggons. Basierend auf dem Otmm 61 wurden 300 Ktmmv 65 (Td929) sowie etwa 1500 Ktmm 65 (Td928) beschafft. Ab 1962 wurden analog dem Otmm 70 etwa 3500 Ktmmv 69 (Tdgs930) geliefert. Die 1900 Tds926 entstanden 1972–1975 durch Umbau aus Fc087, 1500 Tdgs-z932 1977–1979 aus Fc090.
Nach einem Prototyp entstanden ab 1973 bis Mitte der 1980er Jahre Vierachser. Knapp 1400 Exemplare wurden als Tadgs959 beschafft. Die ersten 285 Wagen erhielten Drehgestelle Bauart 626.1, danach wurden Y25-Drehgestelle verbaut.

### Wagen für schlagartige Entladung
Ab 1952 ließ die DB neue vierachsige Selbstentladewagen bauen. Die Konstruktion der als OOtz 50 (Fal167) eingereihten Fahrzeuge orientierte sich weitgehend an den Vorkriegsbauarten, sie liefen jedoch auf Drehgestellen der Bauart Minden-Dorstfeld. Eingesetzt wurden die etwa 4200 Waggons hauptsächlich in Ganzzügen zum Transport von Kohle, Erz und Koks. Parallel wurden Wagen mit Verschlussklappen an den Ladeöffnungen für den Transport von nässeempfindlichen Gütern als KKt 57 beschafft. Die erste Weiterentwicklung erschien 1965. Die als Fal168 bezeichneten Wagen waren etwas länger und erhielten größere Ladeöffnungen. Bis 1969 wurden 1490 Stück abgeliefert.

## Sonderbauarten

### Silowagen

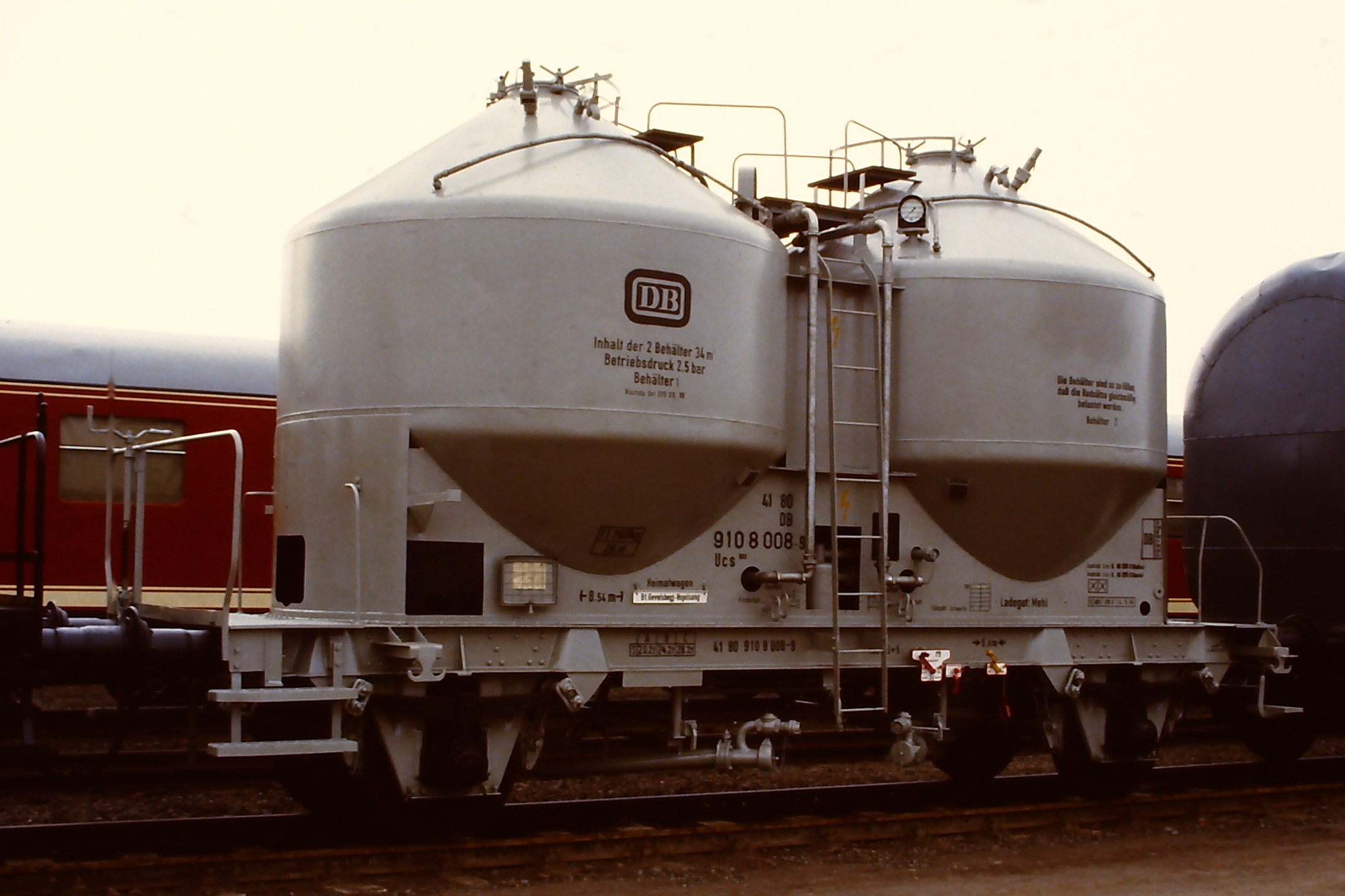
Ucs^{909}

Vor der Entwicklung moderner Silowagen mussten staubförmige Güter (z. B. Zement, Quarzsand, Phosphat, Flugasche sowie Mehl und Zucker) entweder in Säcke verpackt in gedeckten Güterwagen oder in Klappdeckelwagen befördert werden. Bei beiden Arten musste von Hand be- und entladen werden.
Versuchsweise ließ die DB vierachsige Kesselwagen der amerikanischen Kriegsbauart, die noch recht gut erhalten waren, zu Silowagen KKd 49 (Uac945) umbauen. Diese konnten sehr rationell mit Druckluft be- und entladen werden. Nachdem sich diese bewährt hatten, wurden neue Wagen entwickelt. Nach einer Vorserie im Jahr 1953 wurden zwischen 1955 und 1964 etwa 1200 Fahrzeuge abgeliefert, die die DB als Kds 54 (Ucs908) in ihren Güterwagenpark einreihte. Sie erhielten zwei stehende runde Behälter, die an ihrer Ober- und Unterseite konisch ausgeführt waren. Diese ruhen auf speziellen Sattelblechen auf dem Rahmen. Parallel beschaffte die DB über 1200 Wagen mit etwas größeren Behältern, die damit besser für Ladegüter mit geringer Dichte geeignet waren. Sie wurden als Kds 56 (Ucs909) bezeichnet. Bereits ab 1950 wurde eine kleine Anzahl vierachsiger Silowagen als KKds 55 (Uacs946) gebaut. Sie erhielten vier Behälter nach Art der Kds 54. Ebenfalls in geringer Stückzahl wurden ab 1961 zweiachsige Wagen mit drei Behältern aus Aluminium als Kds 67 (Ucs910/911/912) gebaut.

### Güterzuggepäckwagen

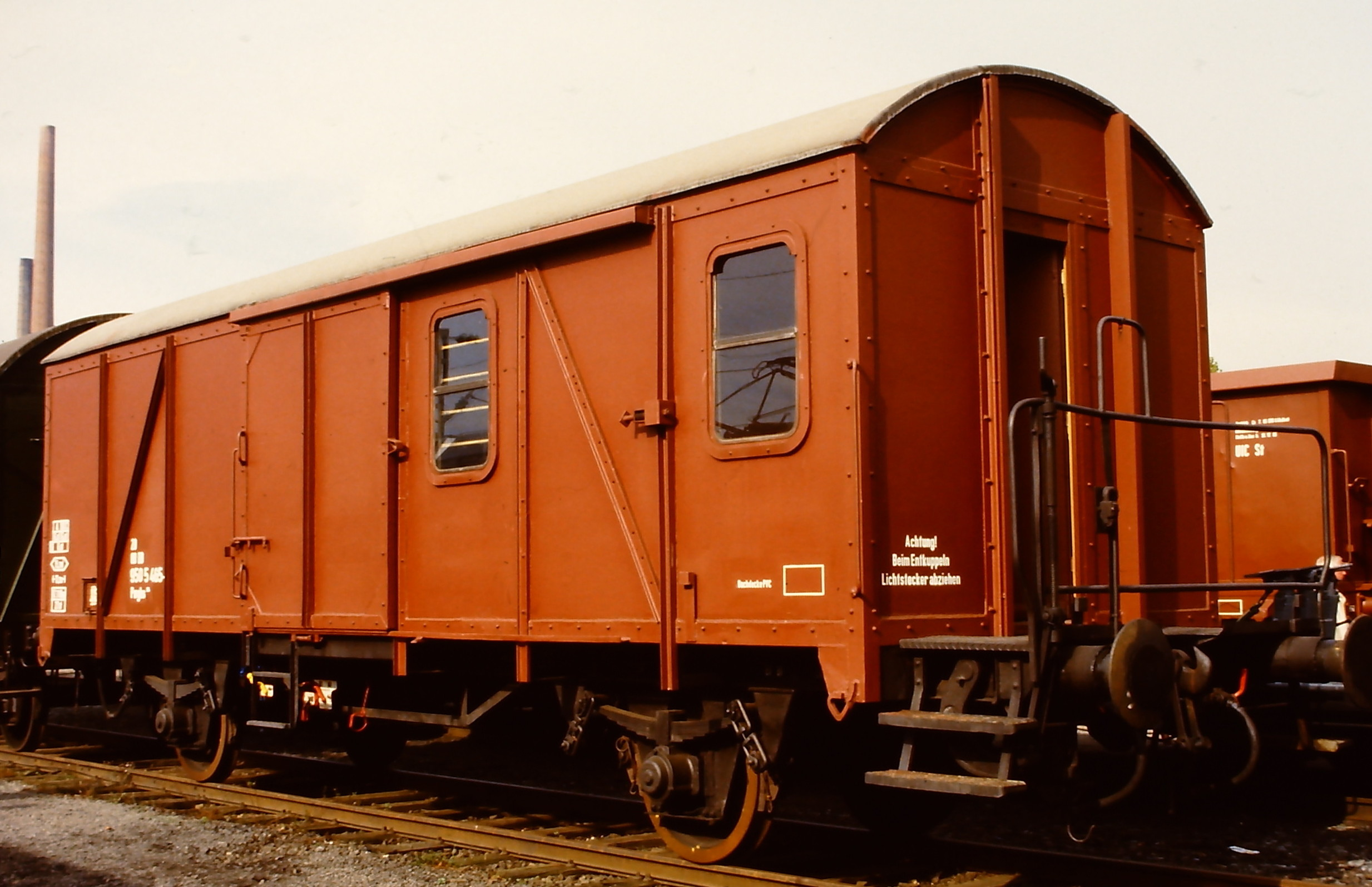
Pwghs^{054}

Güterzuggepäckwagen fehlten nach dem Krieg, hauptsächlich solche, die für höhere Geschwindigkeiten geeignet waren. Um sich eine Neuentwicklung zu sparen, wurde der Pwghs 54 (Pwghs054) vom gedeckten Güterwagen Gms 54 abgeleitet. Wagenkasten und Untergestell waren weitgehend gleich, ebenso die Verkleidung der Wände mit Holzplatten.
Auf Lüftungsschieber wurde verzichtet, dafür erhielten die Waggons Fenster im Bereich des Zugführerabteils, das zusammen mit einer Toilette eingebaut wurde. Da die Güterzugpackwagen nach und nach eingespart wurden, genügte die Beschaffung von etwa 1200 Exemplaren. Mitte der 1960er Jahre entstand kurzzeitig ein Packwagenmangel, so dass nicht mehr benötigte Personenwagen (Donnerbüchsen) zu Behelfspackwagen hergerichtet wurden. Ihr Einsatz endete in den 1970er Jahren.